# Tony Murphy (Wirtschaftsprüfer)

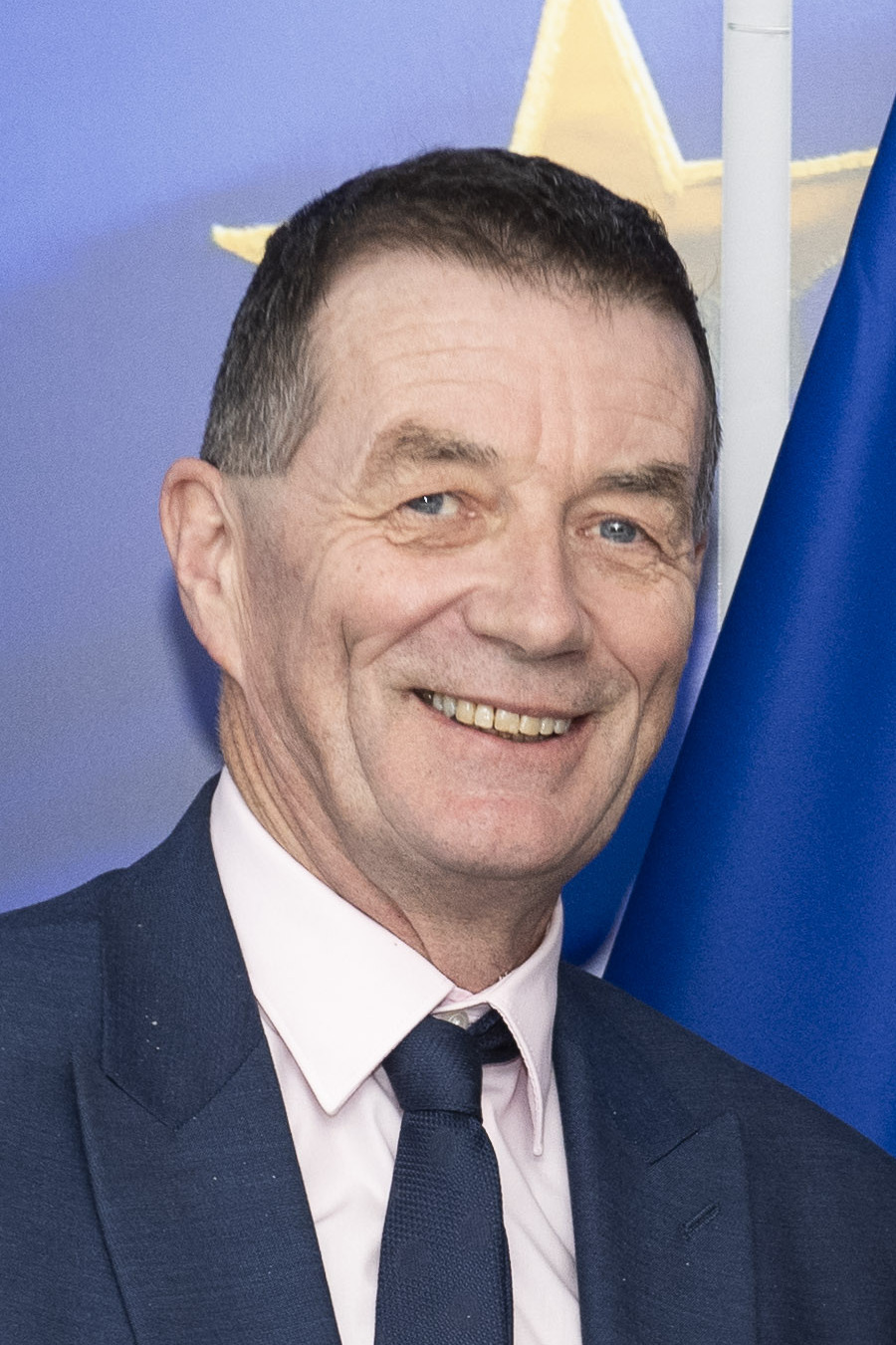
Tony Murphy 2024

Tony Murphy (* 1962 in Dublin) ist ein irischer Wirtschaftsprüfer und Präsident des Europäischen Rechnungshofs.

## Leben
Seine Tätigkeit als Rechnungsprüfer begann er 1979 als Prüfer beim irischen Rechnungshof und war von 1994 bis 1999 Leitender Prüfer beim irischen Rechnungshof. Murphy wurde dann Direktor der vierten Kammer des Europäischen Rechnungshofs, zuständig für "Marktregulierung und wettbewerbsfähige Wirtschaft" sowie Kabinettchef bei einem Rechnungshofsmitglied, wurde 2018 Mitglied des Europäischen Rechnungshofs und seit 1. Oktober 2022 dessen Präsident. Die erforderliche Mehrheit im Gremium der 27 Mitglieder erzielte er im zweiten Wahlgang.

## Weitere Aufgaben
- 1998–1999 Vorsitzender des Prüfungsausschusses beim Europarat, Straßburg, Frankreich
- 2008 Vorsitzender des Prüfungsausschusses des Europäischen Investitionsfonds (EIF) in Luxemburg[5]